# Cheptainville
Cheptainville ist eine französische Gemeinde mit 2.212 Einwohnern (Stand: 1. Januar 2022) im Département Essonne der Region Île-de-France. Sie gehört zum Arrondissement Palaiseau und zum Kanton Arpajon.
Die Einwohner heißen Cheptainvillois.

## Geographie
Cheptainville liegt etwa 34 Kilometer südlich von Paris am in der Landschaft Hurepoix.

### Nachbargemeinden
Umgeben ist Cheptainville von den Nachbargemeinden Guibeville im Norden, Marolles-en-Hurepoix im Nordosten, Saint-Vrain im Osten, Lardy im Süden sowie Avrainville im Westen.

## Bevölkerungsentwicklung
| Jahr      | 1962 | 1968 | 1975 | 1982 | 1990 | 1999 | 2006 | 2012 |
| Einwohner | 648  | 734  | 1015 | 1165 | 1361 | 1462 | 1778 | 1896 |

## Wappen
| Wappen von Cheptainville | Blasonierung: „Die Weintraube erinnert an den ehemaligen Weinbau im Ort, die Feder an den Schriftsteller Pierre Dupont (1821–1870), der von 1848 bis 1852 in Cheptainville lebte. Der Degen spielt auf den heiligen Martin, den Patron der Pfarrkirche, an. Das Weizenbündel symbolisiert die Landwirtschaft und der Eichenzweig den Wald im Ort.“ |
| Wappen von Cheptainville | |

## Sehenswürdigkeiten
- Kirche Saint-Martin

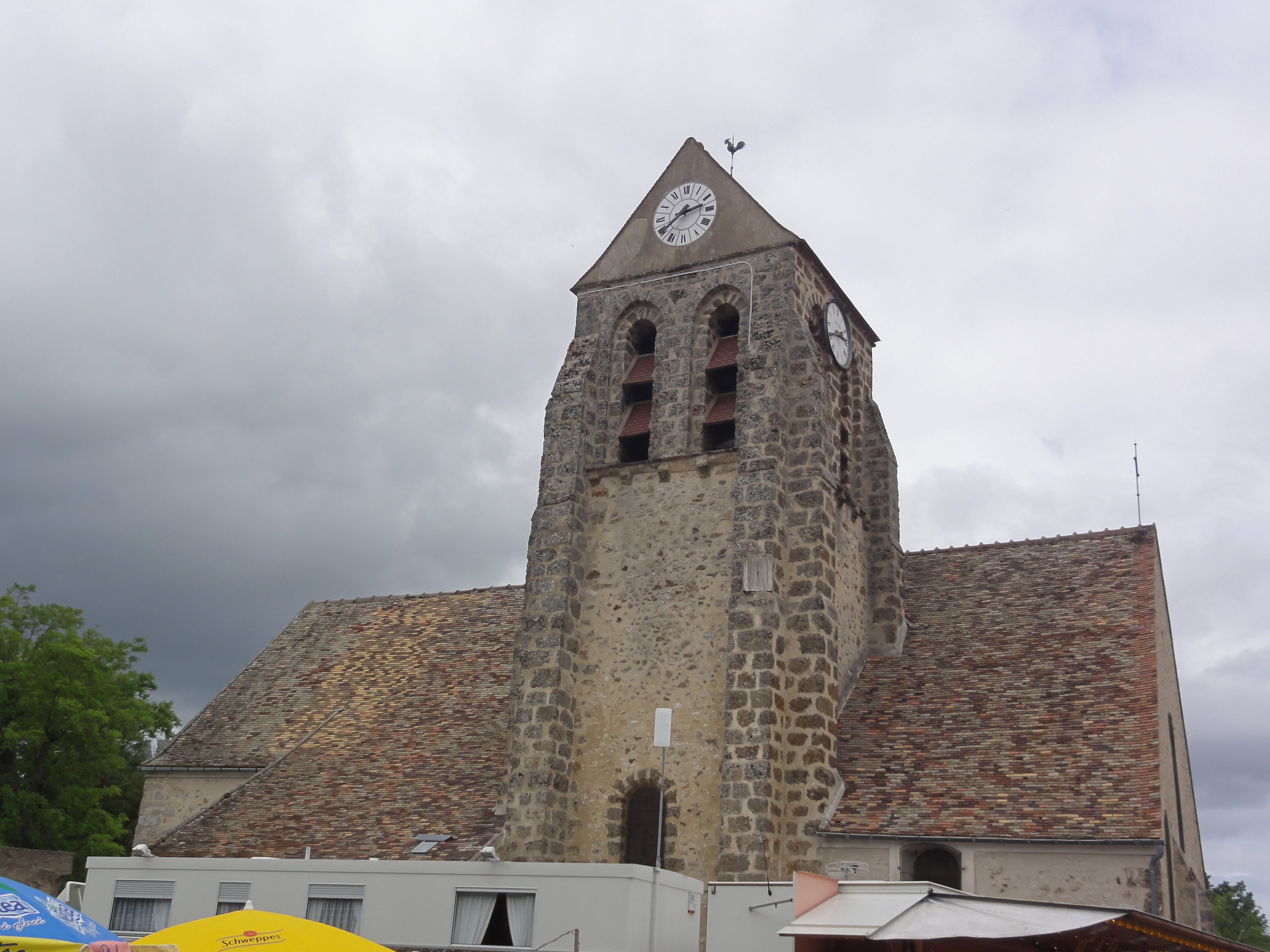
Kirche Saint-Martin

- Schloss, erbaut im 17. Jahrhundert
- Zoologischer Garten von Cheptainville

## Persönlichkeiten
- Marc Alexandre (* 1959), Judoka (Olympiasieger 1988) und Judokatrainer